# Сіджо
Сіджо — невеликий трирядковий вірш, найпопулярніший поетичний жанр середньовічної Кореї який увібрав найкращі традиції усної поетичної творчості та попередньої ієрогліфиічної  поезії, виник наприкінці XIV — на початку XV ст. Найвідоміший автор сіджо — Юн Сон До.

## Історія виникнення та розвиток сіджо
Поява сіджо пов'язана з політичними подіями в історії країни, а саме, зі зміною королівської династії: прихід до влади династії Лі на зміну династії Корьо. Це спричинило вбивство малолітнього монарха й страту низки придворних чиновників і вчених, зокрема групи творців корейського фонетичного алфавіту. Тому, представники інтелектуальної еліти корейського суспільства (автори сіджо на початковому етапі існування жанру)  були  утягнуті у політичну боротьбу, нерідко опинялися перед вибором між життям та смертю.(2; 4с.)
Термін сіджо - "наспіви нашого часу" або "наспіви пір року" - вперше зафіксоване у творі Сім Гвансу (1712-1775) "Акпу квансо".Багато сіджо складалися експромтом з будь-якого приводу. Тому тематика їх була різноманітна. Але в основному переважали вірші пейзажні, даоські (в яких оспівувався відступ від світу), патріотичні й любовні. Складали їх представники  різних верств населення.

## Види сіджо

### а) чан-сіджо
Чан-сіджо або "довге сіджо" - загальна назва декількох різновидів віршованих форм, що розвинулися на основі сіджо. Чан-сіджо - порівняно невеликий вірш незначного обсягу (але більше сіджо), що зберіг деяку метричну спільність з сіджо, виник у XVII ст. Цей жанр швидко здобув чільне місце в поезії XVII - XVIII ст. і був особливо поширений серед міського населення. Поява і розквіт жанру чан-сіджо збігається з періодом економічних і культурних зрушень, що відбувалися в корейському феодальному суспільстві.У своїх найкращих творах поети і письменники того часу сміливо викривали виразки феодального корейського суспільства, відбивали незадоволення різних верст населення. Епоха антифеодальної опозиції дала такі видатні твори викривальної літератури, як "Повість про фазана", "Повість про Чхун Хян", твори Пак Чі Вона (1737 - 1805 рр.).(1; 12с.)

### б) пхьон сіджо
Основним різновидом «пісень пір року » є пхьон-сіджо - тривірш, розмір якого варіюється в межах 43-45 рядків. Кожен рядок складається з 14-16 складів і розділен посередині цезурою (тому в перекладі на російську мову виходять шестивірші). Рима - відсутня. Янбани надавали перевагу саме цьому різновиду. У пхьон – сіджо вони зоображували своє ставлення до простого люду.(4)

## Тематика сіджо
Сіджо складалося на основі усно-поетичної творчості епохи Корьо. Національні усні поетичні жанри, їх образність, художні прийоми і метричні особливості впливали на сіджо і в період його зародження, і  протягом його подальшого існування.
Для сіджо XIV - XV ст. характерним було переважання китайської образності. Її освоєння починалося із спроби корейських авторів по-своєму представити китайський образ, зробити його близьким національній поетичній образності. Корейські автори, звертаючись до китайської поезії, шукали там ті теми, які були їм близькими. За рахунок китайської лексики, що проникала в сіджо, йшло збагачення корейської літературної мови епохи середньовіччя.
Існує загальний композиційний закон, який поширюється на усе сіджо. Таким загальним правилом є потрійний розподіл словесного матеріалу, що відповідає метричній структурі сіджо - його розподілу на три рядки. У першому рядку, де говориться про які-небудь конкретні факти, деталі, намічається тема вірша. Вона розвивається у другому рядку, що пов'язаний з логічним розгортанням подій першого, або містить образ чи дію, паралельну образу чи дії першого рядка. У третьому рядку підводиться підсумок сказаному, дається певне узагальнення, висновок або пояснення деталей і фактів, про які йдеться мова у перших двох рядках. Композиційно третій рядок нерідко протиставляється першим двом.(1; 8-9с.)

## Образи сіджо

### Образ місяця
Місяць виступє мірилом часу. Його поява на небі, неначе підсумовує день. Він виступає символом мовчання і водночас співрозмовником, стимулом для філософських роздумів, свідком старовини і виразником вічності. Отже, місяць у сіджо з'являється як висхідне світило, сяйво, яке ніколи не гасне. Із місяцем, місячним сяйвом пов'язано комплекс уявлень про вічність і можливість контактів з нею.(2; 28с.) 
Місяць - провідник у вічність.
Когда темнеет,
Снова, делать нечего,

Затворяю сосновые ворота
И под луной лежу.

И дум о морской пили
Вовсе нет!
[Никитина 1994; 19c.]

### Сонця образ
Сонце у сіджо постає, перш за все, як минаюче світило або як світило, яке  час від часу втрачає своє сяйво. Тема сонця –  тема заходу, тема світила, яке гасне, поступаючись місцем на небі іншому світилу, місяцю, що випромінює світло нескінченності. Сонце у сіджо переважно пов’язано з вечором, із заходом сонця, сутінками дня, або у меншій мірі з ранком, сходом сонця, світанком;  немає жодного вірша,  де сонце  пов’язано з полуднем, тобто із часом найбільшої яскравості денного світила. Отже, елементи мінливості, тяготіння до зникнення – головне у характеристиці сонця.(2; 61с.)
Когда лучи солнца длинны и падают на стрху хижины,
Я совсем ничем не занят.

На циновке из камыша забылся дневным сном,
И на закате, лишь солнце село, я пробуждаюсь.

За воротами кто-то покашливает –
Зовёт удить рыбу!
[Никитина 1994; 61с.]

### Образ неба
У сіджо Небо виступає, передусім, як початок, що керує життям соціуму в цілому, встановленням і дотриманням в нім етичних норм:
По сотворении неба и земли
Небо было бессловесно.

Люди и духи были перепутаны,
И невозможно было распознать вещи.

Оджыбо! Явились совершенномудрые —
Законы просветлели, принципы исправились.
[Никитина 1994; 83с.]

### Образ гір
Гори у сіджо пов'язані з уявленням простору, що протистоїть світу людей. Вони можуть уособлювати цей простір, виступати як активний початок, що протиборствує впливу світу метушні:
В жизне человека между небом и землёй
за весь его век
Богатства и знатность, почести и слава –
что облако плывущее.
Потому дела мирские я отринул
И в горный дождик возвратился.
Зелёные горы мне говорят:
Поздно же ты вернулся!
[Никитина 1994; 113с.]
Гори у сіджо символізують простір, що протистоїть людському світові, де будує свій будинок поет, що залишив світ марноти, обрав собі дорогу самотнього відлюдника, де він живе життям, близьким до природи. 
Средь гор затворяю ворота дома
и сижу себе одел свободный
моей жизнью стали книги,
и нет придела наслажденью…
[Никитина 1994; 113 с.]